# Helmut Rehhahn
Helmut Rehhahn (* 29. August 1947 in Dabrun) ist ein deutscher Politiker (SPD). Er war von 1990 bis 2002 Mitglied des Landtages von Sachsen-Anhalt sowie von 1994 bis 1996 Landwirtschaftsminister.

## Leben und Beruf
Rehhahn machte nach dem Abitur in Wittenberg eine landwirtschaftliche Ausbildung in Globig. Von 1966 bis 1973 studierte er in Halle, Leipzig und Rostock Landwirtschaft. Von 1973 bis 1980 war er Produktionsleiter in der Jungrinderanlage Seegrehna und anschließend bis 1986 Leiter der zentralen Bullenprüfstation Bietegast. Von 1986 bis zu seinem Einzug in den Landtag arbeitete er als Abteilungsleiter im Volkseigenes Gut (VEG) Seegrehna.
Nach dem Ende seiner politischen Karriere ist Rehhahn als Unternehmensberater auf dem Agrarsektor tätig, unter anderem für den niederländischen Tierproduzenten Harrie van Gennip. Schwerpunktmäßig betrieb er für dieses Unternehmen die Vorbereitung von Neubauten von Massentierhaltungsanlagen so unter anderem in Haßleben und Mahlwinkel.
Ab Januar 2004 war Rehhahn Geschäftsführer der Unternehmensberatung Magdeburg GmbH. 2013 gründete er mit niederländischen Investoren die Firma Wittenberg Gemüse GmbH, die im SKW Piesteritz in Gewächshäusern Tomaten und Paprika anbaut.
Rehhahn war verheiratet und hat drei Kinder.

### Politische Tätigkeit
Im Januar 1990 trat Rehhahn in die SPD ein. Er war ab 1990 lange Jahre Mitglied im Kreistag von Wittenberg.
Im Landtag vertrat er den Wahlkreis Wittenberg und war zuletzt stellvertretender Vorsitzender des Ausschusses für Ernährung, Landwirtschaft und Forsten, sowie Mitglied im Ausschuss für Finanzen und im zeitweiligen Ausschuss für Kommunale Gebietsreform. Rehhahn war von 1994 bis 1996 Minister für Ernährung, Landwirtschaft und Forsten des Landes Sachsen-Anhalt in der von Ministerpräsident Reinhard Höppner geführten Landesregierung. Nach seinem Rücktritt aufgrund der sogenannten „Fördermittelaffäre“ wurde das Ministerium für Ernährung, Landwirtschaft und Forsten mit dem Ministerium für Umwelt, Naturschutz und Raumordnung zum Ministerium für Raumordnung, Landwirtschaft und Umwelt unter Heidrun Heidecke zusammengelegt. Zudem befasste sich mit der „Fördermittelaffäre“ der 5. Parlamentarische Untersuchungsausschuss des Landtages von Sachsen-Anhalt, in dem auch Rehhahn als Zeuge vernommen wurde.